# Maoriata vulgaris
Maoriata vulgaris là một loài nhện trong họ Orsolobidae.
Loài này thuộc chi Maoriata. Maoriata vulgaris được Raymond Robert Forster & Norman I. Platnick miêu tả năm 1985.